# La Chapelle-sur-Erdre

Localització de La Chapelle-sur-Erdre

La Chapelle-sur-Erdre (en bretó Chapel-Erzh, en gal·ló La Chapèll sur l'Erd) és un municipi francès, situat a la regió de país del Loira, al departament de Loira Atlàntic, que històricament ha format part de la Bretanya. L'any 2006 tenia 16.660 habitants. Limita amb els municipis de Nantes, Carquefou, Sucé-sur-Erdre, Grandchamp-des-Fontaines i Treillières.

## Demografia
| Evolució de la població Ehess i INSEE |       |       |       |       |      |       |       |       |
| 1793                                  | 1800  | 1806  | 1821  | 1831  | 1836 | 1841  | 1846  | 1851  |
| 1 398                                 | 1 097 | 2 164 | 2 119 | 2 267 | -    | 2 420 | 2 519 | 2 554 |

| 1856  | 1861  | 1866  | 1872  | 1876  | 1881  | 1886  | 1891  | 1896  |
| ----- | ----- | ----- | ----- | ----- | ----- | ----- | ----- | ----- |
| 2 478 | 2 580 | 2 614 | 2 610 | 2 505 | 2 593 | 2 582 | 2 504 | 2 502 |

| 1901  | 1906  | 1911  | 1921  | 1926  | 1931  | 1936  | 1946  | 1954  |
| ----- | ----- | ----- | ----- | ----- | ----- | ----- | ----- | ----- |
| 2 514 | 2 517 | 2 514 | 2 324 | 2 237 | 2 117 | 2 090 | 2 128 | 2 322 |

| 1962  | 1968  | 1975  | 1982   | 1990   | 1999   | 2006 | 2011 | 2016 |
| ----- | ----- | ----- | ------ | ------ | ------ | ---- | ---- | ---- |
| 2 545 | 2 878 | 5 858 | 12 246 | 14 830 | 16 391 | -    | -    | -    |

| 2019 | - | - | - | - | - | - | - | - |
| ---- | - | - | - | - | - | - | - | - |
| -    | - | - | - | - | - | - | - | - |

## Administració
| Període     | Identitat                      | Partit |
| ----------- | ------------------------------ | ------ |
| 2008        | Fabrice Roussel                | PS     |
| 1989 - 2008 | Gérard Potiron                 | PS     |
| 1971 - 1989 | Donatien de Sesmaisons         | UDF-PR |
| 1963 - 1971 | François Clouet                |        |
| 1945 - 1963 | Horace Savelli                 |        |
| 1932 - 1945 | Olivier de Sesmaisons          |        |
| 1922 - 1932 | Dominique Savelli              |        |
| 1912 - 1922 | Rogatien Levesque              |        |
| 1896 - 1912 | Julien Poydras de la Lande     |        |
| 1881 - 1896 | Chrysostome Ricordeau          |        |
| 1881 - 1881 | Pierre Lucas                   |        |
| 1878 - 1881 | Epiphane Rozier                |        |
| 1874 - 1878 | Henri Le Maignan de la Verrie  |        |
| 1871 - 1874 | Oliver Rogatien de Sesmaisons  |        |
| 1870 - 1871 | Pierre Lucas                   |        |
| 1843 - 1870 | Anselme Fleury                 |        |
| 1839 - 1843 | François Nogue                 |        |
| 1839 - 1839 | Anselme Fleury                 |        |
| 1834 - 1839 | Denis Clouet                   |        |
| 1816 - 1834 | Félix de Royers                |        |
| 1815 - 1816 | Jean-Antoine Chesnard          |        |
| 1800 - 1815 | Benjamin Lagarde de la Varenne |        |

## Personatges il·lustres
- Albert Robin dit Yann Nibor (1857-1947), poeta.